# Лука Капуті
Лука Капуті (англ. Luca Caputi, нар. 1 жовтня 1988, Торонто) — канадський хокеїст, що грав на позиції крайнього нападника.

## Ігрова кар'єра
Хокейну кар'єру розпочав 2003 року.
2007 року був обраний на драфті НХЛ під 111-м загальним номером командою «Піттсбург Пінгвінс».
Протягом професійної клубної ігрової кар'єри, що тривала 8 років, захищав кольори команд «Піттсбург Пінгвінс», «Торонто Мейпл-Ліфс», «Вестерос» та «Оскарсгамн».
Загалом провів 35 матчів у НХЛ.

## Статистика
| Сезон        | Клуб                            | Ліга         | Регулярний сезон | Регулярний сезон | Регулярний сезон | Регулярний сезон | Регулярний сезон | Плей-оф | Плей-оф | Плей-оф | Плей-оф | Плей-оф |
| Сезон        | Клуб                            | Ліга         | І                | Г                | П                | О                | ШХ               | І       | Г       | П       | О       | ШХ      |
| ------------ | ------------------------------- | ------------ | ---------------- | ---------------- | ---------------- | ---------------- | ---------------- | ------- | ------- | ------- | ------- | ------- |
| 2003–04      | Торонто Юр. Канадієнс           | GTHL         | 52               | 52               | 55               | 107              | 127              | —       | —       | —       | —       | —       |
| 2004–05      | «Місісаґа АйсДогс»              | ХЛО          | 48               | 5                | 1                | 6                | 25               | —       | —       | —       | —       | —       |
| 2005–06      | «Місісаґа АйсДогс»              | ХЛО          | 32               | 3                | 0                | 3                | 43               | —       | —       | —       | —       | —       |
| 2006–07      | «Місісаґа АйсДогс»              | ХЛО          | 68               | 27               | 38               | 65               | 66               | 5       | 2       | 1       | 3       | 0       |
| 2007–08      | «Ніагара АйсДогс»               | ХЛО          | 66               | 51               | 60               | 111              | 107              | 10      | 8       | 9       | 17      | 14      |
| 2007–08      | «Вілкс-Барре/Скрентон Пінгвінс» | АХЛ          | —                | —                | —                | —                | —                | 19      | 4       | 4       | 8       | 8       |
| 2008–09      | «Вілкс-Барре/Скрентон Пінгвінс» | АХЛ          | 66               | 18               | 27               | 45               | 45               | 12      | 3       | 5       | 8       | 10      |
| 2008–09      | «Піттсбург Пінгвінс»            | НХЛ          | 5                | 1                | 0                | 1                | 4                | —       | —       | —       | —       | —       |
| 2008–09      | «Вілінг Нейлерс»                | ХЛСУ         | 3                | 2                | 1                | 3                | 0                | —       | —       | —       | —       | —       |
| 2009–10      | «Вілкс-Барре/Скрентон Пінгвінс» | АХЛ          | 54               | 23               | 24               | 47               | 61               | —       | —       | —       | —       | —       |
| 2009–10      | «Піттсбург Пінгвінс»            | НХЛ          | 4                | 1                | 1                | 2                | 2                | —       | —       | —       | —       | —       |
| 2009–10      | «Торонто Мейпл-Ліфс»            | НХЛ          | 19               | 1                | 5                | 6                | 10               | —       | —       | —       | —       | —       |
| 2010–11      | «Торонто Марліс»                | АХЛ          | 13               | 1                | 4                | 5                | 30               | —       | —       | —       | —       | —       |
| 2010–11      | «Торонто Мейпл-Ліфс»            | НХЛ          | 7                | 0                | 0                | 0                | 4                | —       | —       | —       | —       | —       |
| 2011–12      | «Торонто Марліс»                | АХЛ          | 21               | 2                | 1                | 3                | 10               | —       | —       | —       | —       | —       |
| 2011–12      | «Сюрак'юз Кранч»                | АХЛ          | 39               | 10               | 12               | 22               | 19               | —       | —       | —       | —       | —       |
| 2012–13      | «Норкфолк Едміралс»             | АХЛ          | 35               | 3                | 15               | 18               | 23               | —       | —       | —       | —       | —       |
| 2012–13      | «Форт-Вейн Кометс»              | ХЛСУ         | 15               | 6                | 8                | 14               | 17               | —       | —       | —       | —       | —       |
| 2013–14      | «Вестерос»                      | Аллсв        | 45               | 14               | 21               | 35               | 36               | 7       | 0       | 2       | 2       | 6       |
| 2014–15      | «Оскарсгамн»                    | Аллсв        | 39               | 10               | 9                | 19               | 36               | —       | —       | —       | —       | —       |
| Усього в НХЛ | Усього в НХЛ                    | Усього в НХЛ | 35               | 3                | 6                | 9                | 20               | —       | —       | —       | —       | —       |